# Maurice Smith
Maurice Smith, född den 28 september 1980 i St. Catherine på Jamaica, är en jamaicansk friidrottare som tävlar i tiokamp.
Smith deltog vid olympiska sommarspelen 2004 i Aten där han slutade på 14:e plats. Vid VM 2005 i Helsingfors avbröt han tävlingen. Hans genombrott kom vid samväldesspelen 2006 där han slutade tvåa efter engelsmannen Dean Macey. Vid VM 2007 i Osaka gjorde han sin hittills bästa serie på 8 644 poäng och blev silvermedaljör efter Roman Šebrle.